# Tiger Beat
Tiger Beat – amerykański internetowy magazyn młodzieżowy, publikowany wstępnie przez The Laufer Company, skierowany początkowo dla nastolatek. Magazyn był sprzedawany w wersji papierowej do końca grudnia 2018.

## Historia
Tiger Beat został założony we wrześniu 1965 przez Charlesa „Chucka” Laufera, jego brata Ira Laufera i producenta telewizyjnego i prowadzącego Lloyda Thaxtona. Magazyn zawiera plotki o nastoletnich idolach a także artykuły o filmach, muzyce i modzie. Charles Laufer opisał zawartość magazynu: „faceci po dwudziestce śpiewają piosenki «La, La» dla trzynastoletnich dziewczyn.”
Charakterystycznym elementem Tiger Beat są okładki, które zawierają kolaż zdjęć – głównie portrety – aktualnych nastoletnich celebrytów. Dla pierwszych dwunastu wydań w lewym górnym rogu znajdowała się twarz Thaxtona (początkowo magazyn miał tytuł Llyod Thaxton’s Tiger Beat), oprócz tego pisał on także felieton. Po 2016, magazyn zaczął umieszczać pojedynczych celebrytów na okładkach dla zagorzałych fanów z Pokolenia Z.
W latach 60. XX wieku, The Laufer Company wywarł nacisk na rynek magazynów dla nastolatków, zdominowany przez Tiger Beat, wprowadzając podobne czasopisma, jak FaVE i Monkee Spectacular. W 1998, Tiger Beat został sprzedany przez wydawcę Sterling/MacFadden dla Primedia, który później odsprzedano (w 2003) dla Scotta Laufera, syna Charlesa. Do 2014 Laufer zarządzał także podobnym magazynem o nazwie Bop. Od 2015 Tiger Beat jest wydawany przez Tiger Beat Media, Inc., znajdującego się w Los Angeles.